# Rumex papillaris
Rumex papillaris är en slideväxtart. Rumex papillaris ingår i släktet skräppor, och familjen slideväxter.

## Underarter
Arten delas in i följande underarter:
- R. p. javalambrensis
- R. p. papillaris